# Nigramma subfasciata
Nigramma subfasciata là một loài bướm đêm trong họ Noctuidae.